# Petrovsk (Saratovská oblast)
Petrovsk (rusky Петровск) je město v Saratovské oblasti v Ruské federaci. Při sčítání lidu v roce 2010 měl přes jednatřicet tisíc obyvatel.

## Poloha a doprava
Petrovsk leží na Medvedici, levém přítoku Donu v úmoří Azovského moře. V rámci Saratovské oblasti leží na jejím severním okraji, jen zhruba pět kilometrů od hranice s Penzenskou oblastí. Od Saratova, správního střediska oblasti, je vzdálen přibližně sto kilometrů severozápadně. Nejbližší větší město je Atkarsk, který leží přibližně pětašedesát kilometrů jihozápadně od Petrovsku.
Přes město prochází železniční trať z Rtiščeva do Sennoje a silnice ze Saratova do Penzy.

## Dějiny
Na místě dnešní města vznikla vesnice už v 17. století a jednalo se o důležité obchodní středisko. V roce 1698 bylo z příkazu Petra Velikého opevněna k zabezpečení hranice proti Krymským Tatarům. Podle legendy sám Petr Veliký obec navštívil v roce 1707 a k jeho poctě byla následně pojmenována Petrovsk. Od roku 1780 je městem.

### Rodáci
- Dmitrij Anfimovič Ščerbinovskij (1867–1926), impresionistický malíř
- Ivan Vasiljevič Panfilov (1892–1941), generál
- Vera Michajlovna Jermolajevová (1893–1937), malířka
- Taťjana Vasiljevna Kazankinová (* 1951), atletka

## Průmysl
Je zde pobočný závod společnosti ZIL.